# Campeonato Mundial de Ciclismo en Ruta de 2028
El XCV Campeonato Mundial de Ciclismo en Ruta se realizará en Abu Dabi (Emiratos Árabes Unidos) en el año 2028, bajo la organización de la Unión Ciclista Internacional (UCI) y la Unión Ciclista de los Emiratos Árabes Unidos.